# Spoorlijn Scherfede - Holzminden
De spoorlijn Scherfede - Holzminden was een Duitse spoorlijn en is als spoorlijn 2973 onder beheer van DB Netze.

## Geschiedenis
Het traject werd door de Bergisch-Märkische Eisenbahn-Gesellschaft geopend op 15 oktober 1876. In 1984 is het personenvervoer stilgelegd en tussen 1991 en 2001 is ook het goederenvervoer opgeheven waarna de lijn is gesloten en opgebroken.

## Aansluitingen
In de volgende plaatsen was er een aansluiting op de volgende spoorlijnen:
Scherfede
DB 2550, spoorlijn tussen Aken en Kassel
Nörde
DB 46, verbindingsboog tussen DB 2970 en DB 2973
Wehrden
DB 2975, spoorlijn tussen Ottbergen en Northeim
aansluiting Wildberg
DB 2976, spoorlijn tussen de aansluiting Wildberg en de aansluiting Steinberg
Holzminden
DB 1940, spoorlijn tussen Helmstedt en Holzminden
DB 2974, spoorlijn tussen Langeland en Holzminden